# TIME (organisatie)
T.I.M.E. (Engels:Top International Managers in Engineering) is een samenwerkingsverband tussen technische universiteiten in Europa. Het doel van het netwerk van 46 universiteiten is om mogelijkheid te bieden aan studenten om een deel van de technische opleiding in het buitenland te volgen, om daarmee 'Europese' ingenieurs klaar te stomen voor de arbeidsmarkt.

## Leden
In TIME participeren de volgende technische universiteiten:
- België
  - Faculté polytechnique de Mons (BE-FPMS)
  - Université catholique de Louvain (BE-UCL)
  - Université libre de Bruxelles (BE-ULB)
  - Universiteit van Luik (BE-ULG)
  - Vrije Universiteit Brussel (BE-VUB)
- Denemarken
  - Danmarks Tekniske Universitet (DK-DTU)
- Brazilië
  - Universiteit van São Paulo (Escola Politécnica da Universidade de São Paulo)
- Duitsland
  - Rheinisch-Westfälische Technische Hochschule Aachen (DE-RWTH)
  - Technische Universiteit Berlijn (DE-TUB)
  - Technische Universiteit Darmstadt (DE-TUDa)
  - Technische Universiteit Dresden (DE-TUDr)
  - Technische Universiteit München (DE-TUM)
  - Friedrich-Alexander-Universität Erlangen-Nürnberg (DE-UEN)
  - Leibniz Universität Hannover (DE-LUH)
- Finland
  - Teknillinen Korkeakoulu (FI-TKK)
- Frankrijk
  - Groupe Centrale
    - École Centrale de Lille (FR-ECLi)
    - École Centrale de Lyon (FR-ECLy)
    - École Centrale de Marseille (FR-ECM)
    - École Centrale de Nantes (FR-ECN)
    - École Centrale Paris (FR-ECP)

  - École nationale des ponts et chaussées (FR-ENPC)
  - École nationale supérieure de techniques avancées Paris (FR-ENSTA)
  - Institut supérieur de l'aéronautique et de l'espace (FR-Supaero)
  - École Supérieure d'Électricité (FR-Supelec)
- Griekenland
  - Aristoteles-universiteit van Thessaloniki (GR-AUTH)
  - Ethniko Metsovio Polytechnio Athina (GR-NTUA)
- Hongarije
  - Technische Universiteit Boedapest (HU-BUTE)
- Italië
  - Politecnico di Milano (IT-PoliMi)
  - Politecnico di Torino (IT-PoliTo)
  - Universiteit van Padua (IT-UniPd)
  - Università degli Studi di Trento (IT-UniTn)
- Noorwegen
  - Technisch-natuurwetenschappelijke Universiteit van Noorwegen (NO-NTNU)
- Oostenrijk
  - Technische Universiteit Wenen (AT-TUW)
- Polen
  - Wroclaw University of Technology (PL-WUT)
- Portugal
  - Instituto Superior Técnico (PT-IST)
- Rusland
  - Bauman Moscow State Technical University (RU-BMSTU)
  - Moscow State Technical University of Radio Engineering (RU-MIREA)
  - Tomsk Polytechnic University (RU-TPU)
- Spanje
  - Polytechnische Universiteit van Madrid (ES-UPM)
  - Polytechnische Universiteit van Valencia (ES-UPV)
  - Pauselijke Universiteit Comillas (ES-UPCo)
  - Universiteit van Sevilla (ES-USE)
  - Polytechnische Universiteit van Catalonië (ES-UPC)
- Tsjechië
  - Tsjechische Technische Universiteit (CZ-CVUT)
- Turkije
  - Istanbul Teknik Üniversitesi (TR-ITU)
- Verenigd Koninkrijk
  - Queen's Universiteit van Belfast (GB-QUB)
- Zweden
  - Technische Universiteit Chalmers (SE-CTH)
  - Kungliga Tekniska högskolan (SE-KTH)
  - Lunds Tekniska Högskola (SE-LTH)
- Zwitserland
  - Eidgenössische Technische Hochschule Zürich (CH-ETHZ)
  - Technische Universiteit van Lausanne (CH-EPFL)